# Otto Lasanen
Otto Abraham Lasanen (14 avril 1891 – 25 juillet 1958) était un lutteur finlandais qui participa aux Jeux olympiques d'été de 1912 à Stockholm et qui remporta la médaille de bronze dans la catégorie poids plume.